# (400400) 2008 AJ95
(400400) 2008 AJ95 es un asteroide perteneciente al cinturón de asteroides descubierto el 31 de diciembre de 2007 por el equipo del Spacewatch desde el Observatorio Nacional de Kitt Peak, Arizona, Estados Unidos.

## Designación y nombre
Designado provisionalmente como 2008 AJ95.

## Características orbitales
2008 AJ95 está situado a una distancia media del Sol de 2,702 ua, pudiendo alejarse hasta 3,183 ua y acercarse hasta 2,221 ua. Su excentricidad es 0,177 y la inclinación orbital 4,964 grados. Emplea 1622,51 días en completar una órbita alrededor del Sol.

## Características físicas
La magnitud absoluta de 2008 AJ95 es 17,2. 